# Jürgen Locadia
Jürgen Locadia (Emmen, 1993. november 7. –) holland labdarúgó, csatár, a VfL Bochum játékosa.

## Pályafutása

### A kezdetek
A curaçaói származású Locadia Emmenben született és a VV Bargeresben kezdett játszani, mielőtt a város csapata, az FC Emmen leigazolta volna. 2009-ben a Willem II csapatához került, ekkor egész családjával Tilburgba költözött. 2010-ben szerződtette a PSV, majd 2011-ben, tizennyolc éves korában megkötötte első profi szerződését.

### PSV Eindhoven
2011. szeptember 21-én egy VVSB elleni kupamérkőzésen játszott először a PSV felnőtt csapatában. Tim Matavž helyére állt be a 72. percben, majd nyolc perccel később ő szerezte csapata hatodik gólját a végül  8-0-ra megnyert találkozón. A következő fordulóban, az Lisse ellen 2011. október 27-én először kapott lehetőséget a kezdőcsapatban.
A 2012-13-as évad elején a Locadia végleg a nagy csapat keretéhez került, ahol a 19-es mezt kapta. 2012. szeptember 27-én gólt szerzett a 3-0-ra megnyert, Achilles '29 elleni kupatalálkozón. 2012. szeptember 30-án az Eredivisie-ben is bemutatkozhatott; a 68. percben csereként állt be a VVV-Venlo elleni bajnokin, majd mesterhármast szerzett a 6-0-s győzelemmel végződő mérkőzésen. Ő lett az első olyan játékos, aki az Eredivisie-ben való debütálásakor három gólt szerzett, ez a holland élvonalban azelőtt csak Harald Bergnek sikerült 1969. augusztus 10-én. Egy héttel később 2017 nyaráig meghosszabbította a szerződését.
2013. február 27-én az ő három góljával nyert a PSV a PEC Zwolle ellen a kupa elődöntőjében. Abban a szezonban a PSV csak a negyedik helyen végzett a bajnokságban, a következő szezonra pedig érkezett Luuk de Jong és Locadiának Memphis Depayjal is meg kellett küzdenie a csapatba kerülésért. 2014 augusztusában új, 2019 nyaráig szóló szerződést írt alá.  A szezon végén bajnoki címet ünnepelhetett a PSV-vel, igaz de Jong mögött jobbára csereként lépett pályára, de így is több mint harminc tétmérkőzésen kapott lehetőséget. 
2015. szeptember 15-én bemutatkozott a Bajnokok Ligájában is, csapata 2-1-es vereséget szenvedett a Manchester Unitedtől. 2015. november 3-án lőtte első gólját a Bajnokok Ligájában, a PSV pedig 1-0-ra legyőzte a VfL Wolfsburgot. Az idény végén újabb bajnoki címet szerzett csapatával, majd az új szezon kezdetén a holland szuperkupát is megnyerte a PSV-vel. A következő szezonban kevesebb lehetőséghez jutott, míg a 2017–18-as bajnokságban az első tizenöt bajnokiján kilencszer volt eredményes, az Utrecht elleni 7–1-es győzelemkor pedig négy gólt szerzett.

### Brighton & Hove Albion
2018. január 19-én a Premier League-ben újoncként szereplő Brighton & Hove Albion igazolta le, 14 100 000 fontért, ami új átigazolási rekordot jelentett az angol klubcsapat történetében.

### Hoffenheim
A 2019–20-as szezonra a német élvonalbeli Hoffenheim vette kölcsön.

### Cincinnati
2020. február 30-án 5 hónapra kölcsönbe került az amerikai Cincinnati csapatához vásárlási opcióval. Több alkalommal is meghosszabbították a kölcsönszerződését. 

### VfL Bochum
2022. január 6-án jelentették be, hogy a német VfL Bochum szerződtette június 30-ig.

## Statisztika

### Klubcsapat
2018. február 24-én frissítve.
| Klub                   | Szezon         | Bajnokság     | Bajnokság | Országos kupa | Országos kupa | Nemzetközi kupa | Nemzetközi kupa | Egyéb         | Egyéb | Összesen      | Összesen |
| Klub                   | Szezon         | Pályára lépés | Gól       | Pályára lépés | Gól           | Pályára lépés   | Gól             | Pályára lépés | Gól   | Pályára lépés | Gól      |
| ---------------------- | -------------- | ------------- | --------- | ------------- | ------------- | --------------- | --------------- | ------------- | ----- | ------------- | -------- |
| PSV Eindhoven          | 2011–12        | 0             | 0         | 2             | 1             | 0               | 0               | —             | —     | 2             | 1        |
| PSV Eindhoven          | 2012–13        | 15            | 6         | 5             | 5             | 2               | 0               | 0             | 0     | 22            | 11       |
| PSV Eindhoven          | 2013–14        | 31            | 13        | 2             | 3             | 8               | 1               | —             | —     | 43            | 17       |
| PSV Eindhoven          | 2014–15        | 23            | 6         | 3             | 2             | 10              | 1               | —             | —     | 36            | 9        |
| PSV Eindhoven          | 2015–16        | 29            | 8         | 4             | 3             | 8               | 1               | 1             | 0     | 42            | 12       |
| PSV Eindhoven          | 2016–17        | 14            | 3         | 0             | 0             | 0               | 0               | 1             | 0     | 15            | 3        |
| PSV Eindhoven          | 2017–18        | 15            | 9         | 1             | 0             | 2               | 0               | 0             | 0     | 18            | 9        |
| PSV Eindhoven          | Összesen       | 127           | 45        | 17            | 14            | 30              | 3               | 2             | 0     | 178           | 62       |
| Brighton & Hove Albion | 2017–18        | 1             | 1         | 1             | 1             | 0               | 0               | 0             | 0     | 2             | 2        |
| Brighton & Hove Albion | Összesen       | 1             | 1         | 1             | 1             | 0               | 0               | 0             | 0     | 2             | 2        |
| Karrier összes         | Karrier összes | 128           | 46        | 18            | 15            | 30              | 3               | 2             | 0     | 180           | 64       |

## Sikerei, díjai

### Klub
PSV
- Holland bajnok: 2014–15, 2015–16
- Holland kupagyőztes: 2011–12
- Holland szuperkupa-győztes: 2015, 2016

## További információ
- Voetbal International profil
- Jürgen Locadia adatlapja a Transfermarkt oldalon (angolul)